# Charles Lee (politiker)
Charles Lee, född 1758 i Westmoreland County, Virginia, död 24 juni 1815 i Fauquier County, Virginia, var en amerikansk politiker (federalist). Han var USA:s justitieminister 1795–1801.
Lee föddes på faderns plantage Leesylvania som tredje av elva barn. General Henry Lee var hans yngre bror. En annan bror var kongressledamoten Richard Bland Lee. 1772 utexaminerades han från College of New Jersey, som senare skulle komma att heta Princeton University. Han gifte sig med Anne Lee, dotter till politikern Richard Henry Lee. De hade fyra barn som överlevde småbarnsstadiet. Anne avled 1804 och han gifte om sig 1809 med Margaret Scott och fick ytterligare tre barn.
När justitieministern William Bradford avled 1795, utnämnde president George Washington Lee till ny justitieminister. Han fortsatte som justitieminister under president John Adams. Under tiden som justitieminister bodde Lee i Alexandria som på den tiden hörde till District of Columbia. Han ville redan då att denna sydliga del av D.C. åter skulle bli en del av Virginia, vilket slutligen skedde 1847. Thomas Jefferson erbjöd sig att utnämna Lee till USA:s högsta domstol, men han tackade nej till erbjudandet.
Efter tiden som justitieminister arbetade Lee fram till 1802 som domare och hade sedan en framgångsrik egen advokatpraktik med berömda klienter som Aaron Burr och Samuel Chase. Charles Lees gravvård är på Warrenton Cemetery i Warrenton, Virginia.